# Onderbord (servies)

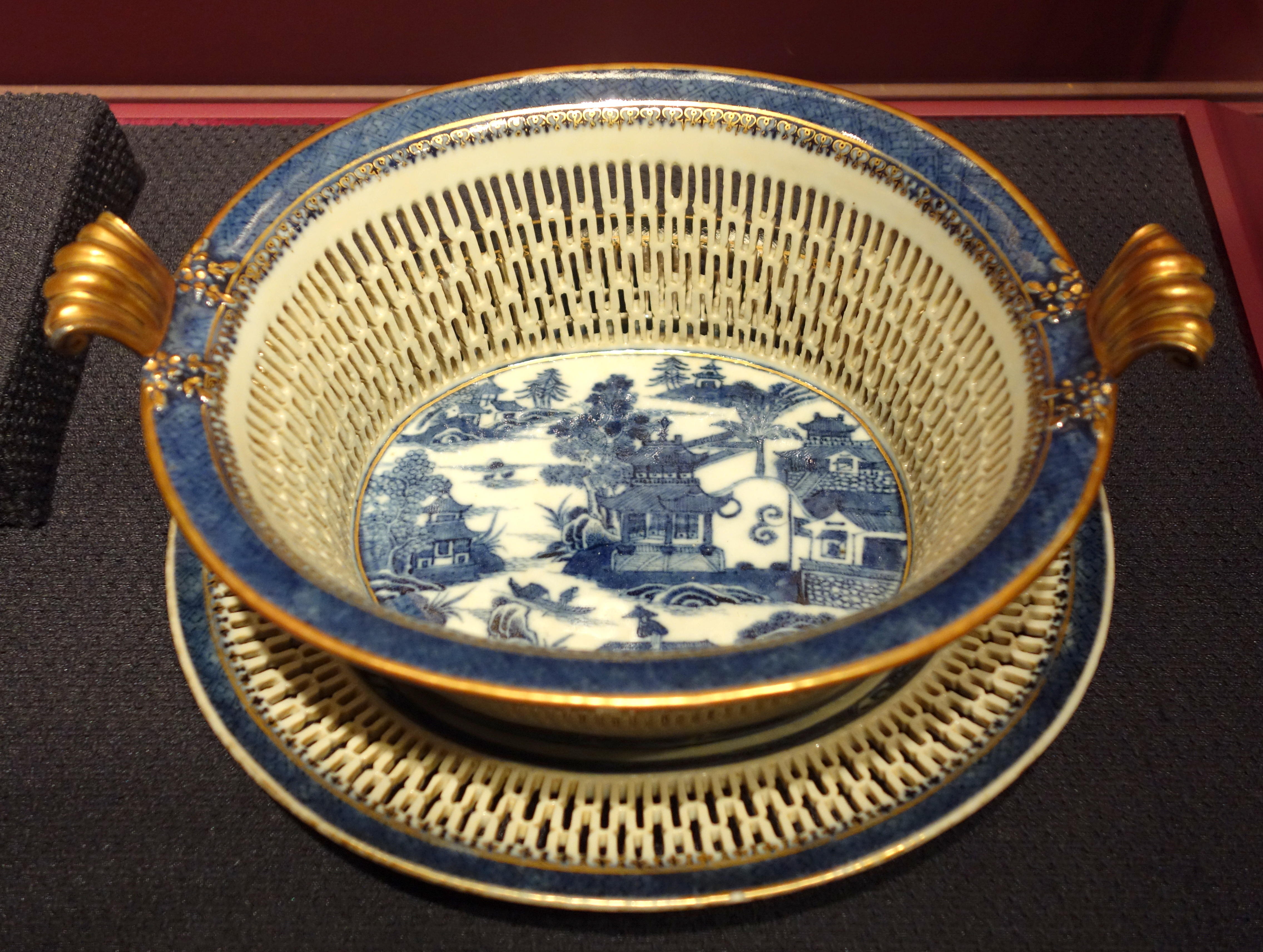
Vergietschaal met onderbord

Een onderbord is een bord dat in sommige restaurants gebruikt wordt om het eigenlijke bord met de spijzen op te zetten. Het onderbord blijft de hele maaltijd staan, de achtereenvolgende schotels (bijvoorbeeld soep, voorgerecht, hoofdgerecht, dessert) worden erop geplaatst. Het onderbord is groter en platter dan de andere borden en dikwijls is de boord rijkelijk versierd.
Een onderbord kan ook behoren tot een schotel of een schaal.